# Shine a Light (album)
 For alternative betydninger, se Shine a Light. (Se også artikler, som begynder med Shine a Light)
Shine a Light er et soundtrack fra The Rolling Stones til Martin Scorsese dokumentarfilm af samme navn, og den blev udgivet den 1. april 2008. To forskellige versioner af albummet blev udgivet, et dobbeltalbum og en single disc udgave.

## Historie
Shine a Light er det tredje dobbeltalbum der bliver udgivet af The Stones, de to andre er Love You Live (1977) og Live Licks (2004). Denne udgivelse, ligesom de to andre, indeholder kun klassiske Stones sange, og inden fra deres album A Bigger Bang fra 2005. Albummets trackliste indeholder næste alle de sange som blev spillet de to dage som filmen blev optaget, udentaget "Undercover of the Night" og "Honky Tonk Women."
Ligesom i de fleste nyere Stones live albummer har Shine a Light også gæsteoptrædende fra Jack White, fra The White Stripes, der synger sammen med Mick Jagger på "Loving Cup", sangerinden Christina Aguilera synger med på "Live with Me", mens Buddy Guy spiller på Muddy Waters sang "Champagne and Reefer" .

## Spor
Alle sangene er skrevet af Mick Jagger and Keith Richards udtaget hvor andet er påført.

### Trackliste for dobbeltalbummet

#### Disc 1
1. "Jumpin' Jack Flash"
2. "Shattered"
3. "She Was Hot"*
4. "All Down the Line"*
5. "Loving Cup"*
  - sammen med Jack White
6. "As Tears Go By"* (Jagger/Richards/Oldham)
7. "Some Girls"*
8. "Just My Imagination" (Norman Whitfield/Barrett Strong)
9. "Far Away Eyes"*
10. "Champagne & Reefer"* (Muddy Waters)
  - med Buddy Guy
11. "Tumbling Dice" 
  - Band introduktion
12. "You Got the Silver"*
13. "Connection"*

#### Disc 2
1. "Sympathy for the Devil"
2. "Live with Me"
  - sammen med Christina Aguilera
3. "Start Me Up"
4. "Brown Sugar"
5. "(I Can't Get No) Satisfaction"
6. "Paint It, Black"
7. "Little T&A"*
8. "I'm Free"
9. "Shine a Light"

*Første gang udgivet på et officielt live album.

### Trackliste for single disc editon
1. "Jumpin' Jack Flash"
2. "She Was Hot"
3. "All Down the Line"
4. "Loving Cup"
5. "As Tears Go By"
6. "Some Girls"
7. "Just My Imagination" (Whitfield/Strong)
8. "Far Away Eyes"
9. "Champagne & Reefer" (Waters)
  - Band introduktion
10. "You Got the Silver"
11. "Connection"
12. "Sympathy for the Devil"
13. "Live with Me"
14. "Start Me Up"
15. "Brown Sugar"

## Fodnote
1. ↑  "RollingStones.com news.press releases". Arkiveret fra originalen 21. marts 2008. Hentet 12. marts 2008.